# Kosjarevo
Kosjarevo (bulgariska: Кошарево) är ett distrikt i Bulgarien.   Det ligger i kommunen Obsjtina Breznik och regionen Pernik, i den västra delen av landet, 40 km väster om huvudstaden Sofia.
Trakten runt Kosjarevo består i huvudsak av gräsmarker. Runt Kosjarevo är det ganska glesbefolkat, med 43 invånare per kvadratkilometer.